# Mtunzini
Mtunzini ist eine Küstenstadt in der südafrikanischen Provinz KwaZulu-Natal. Sie liegt in der Gemeinde uMlalazi im Distrikt King Cetshwayo. Der Name ist ein isiZulu-Wort und bedeutet „Platz im Schatten“. Im Jahr 2011 hatte die Stadt 2199 Einwohner.

## Geografie
Mtunzini liegt ungefähr in der Mitte der Küstenlinie KwaZulu-Natals und befindet sich etwa 140 Kilometer nördlich von Durban auf einer Höhe von 95 Metern über dem Meeresspiegel.
Die durchschnittliche Niederschlagsmenge in Mtunzini beträgt 1067 Millimeter. Der meiste Niederschlag fällt im Sommer (Oktober bis März). Die geringste Niederschlagsmenge gibt es mit 35 Millimeter im Juli. Der meiste Niederschlag fällt im Februar (136 Millimeter). Die durchschnittliche Höchsttemperatur in Mtunzini variiert von 22,9 °C im Juli bis zu 28 °C im Januar. Der kälteste Monat ist der Juli. Hier liegen die durchschnittlichen Tiefsttemperaturen nachts bei 11 °C.

## Geschichte
Nach dem Zerfall des Zulu-Königreichs nach dem Zulukrieg errichtete Sir Garnet Wolseley 13 Kleinkönigreiche, von denen zwei strategisch als Puffer zwischen Port Natal und dem Zululand lagen. Einer der Kleinkönige war John Dunn, der Mtunzini als seinen Hauptort benutzte.

## Industrie
Südwestlich des Ortes, an das Naturschutzgebiet Umlalazi Nature Reserve angrenzend, befindet sich ein Tagebau der US-amerikanischen Firma Tronox, wo in der Fairbreeze Mine aus den Dünensanden Schwerminerale gewonnen werden, hauptsächlich Zirkon, Rutil und andere Minerale. Die Bergbauprodukte werden nach Empangeni verbracht, wo in einer Schmelzanlage hauptsächlich Titandioxid und Roheisen erzeugt wird.

## Tourismus

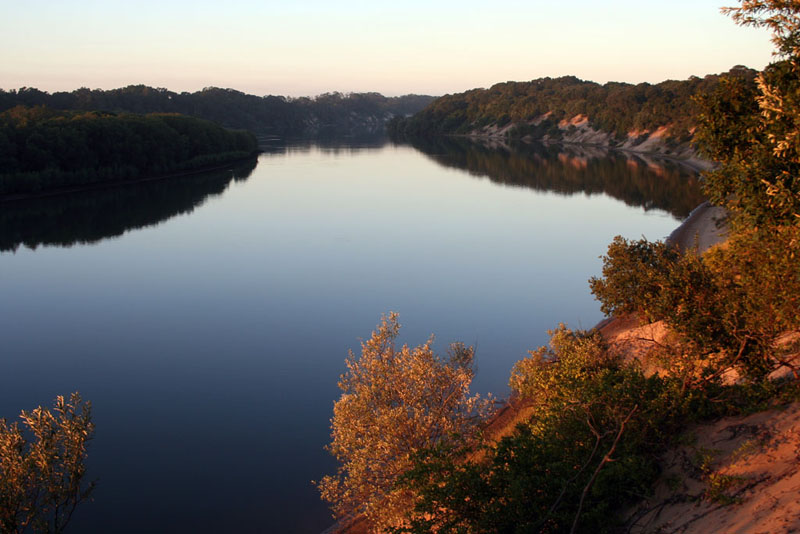
Die Umlalazi-Lagune während der Dämmerung

1948 wurden neun Quadratkilometer Dünenwälder, Seen und Lagunen in der Nähe Mtunzinis zum Naturschutzgebiet erklärt – das Umlalazi Nature Reserve. Die Organisation Ezemvelo KZN Wildlife (früher: Natal Parks Board) ist für das Parkmanagement verantwortlich. Die Umlalazi-Lagune ist eine Touristenattraktion für Wassersportler und Angler.
Mtunzini ist bei Vogelbeobachtern beliebt. Die Stadt ist einer der wenigen Orte, an denen es den Palmgeier gibt, den seltensten Greifvogel Südafrikas. Die Vögel ernähren sich von den Früchten der Raphia-Palme (Raphia australis), die nur einmal in zwanzig Jahren Früchte trägt, bevor sie stirbt. Am Rafia Palm Monument gibt es eine üppige Palmen-Vegetation, durch die ein erhöhter Weg für Spaziergänger führt.

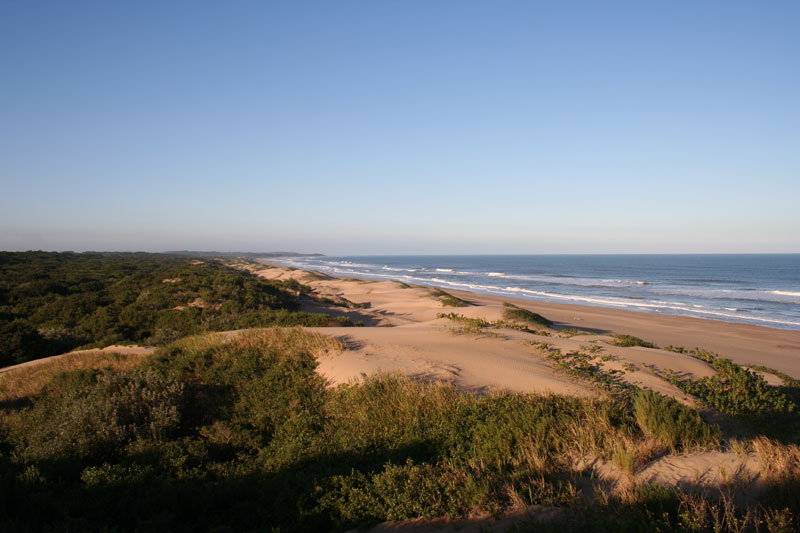
Strand bei Mtunzini

Mtunzini weist Strände, einen 9-Loch-Golfplatz im Mtunizini Country Club, das Tradewinds Hotel, viele private Frühstückspensionen sowie mehrere Campingplätze und Ferienhäuser auf. Der Strand ist nicht vor Haien geschützt, da er sich in der Nähe eines Brutgebiets – unter anderem für den Bullenhai – befindet. Trotzdem zählt Mtunzini aufgrund der Wellen bei Surfern zu den besseren Surforten der North Coast.

## Seekabel
2002 wurde in Mtunzini ein Landanschluss des SAFE-Kabelsystems eingerichtet. SAFE ist ein hochmodernes Glasfaser-Seekabel, das Melkbosstrand in der Provinz Westkap mit Saint-Paul (Réunion), Baie Jacotet (Mauritius), Kochi (Indien) und Penang (Malaysia) verbindet.
2009 bekam Mtunzini einen Anschluss an SEACOM und 2010 wurde die Stadt an EASSy angeschlossen.